# 弗拉基米尔·伊万诺维奇·斯米尔诺夫
弗拉基米爾·伊萬諾維奇·斯米爾諾夫 （俄语：Влади́мир Ива́нович Смирно́в，1887年6月10日—1974年2月11日）是一位在純粹數學及應用數學均有極大貢獻的蘇聯數學家，斯米爾諾夫對於數學史亦有相當研究。
斯米爾諾夫的研究領域相當廣泛，涉及有複變函數論與歐氏空間中的調和共軛函數理論。在應用數學方面，斯米爾諾夫與他的學生謝爾蓋·索伯列夫一起研究了波在彈性介質中的傳遞行為及彈性球的震盪。
斯米爾諾夫是弗拉基米尔·斯捷克洛夫的學生。斯密爾諾夫有幾位學生相當出名，如謝爾蓋·索伯列夫、所罗门·米赫林以及諾貝爾經濟獎得主列昂尼德·康托羅維奇。
斯米爾諾夫撰有一套數學教科書《高等數學教程》，內容包容萬象，基本涵蓋所有古典數學(解析類)以及一些代數學，厚厚五大卷，至今仍廣為閱讀學習。其中第一卷是與雅各布·塔馬爾金合著。